# Neja (cantora)
Neja é o nome artístico da cantora italiana Agnese Cacciola, nacida na cidade de Turim, em 15 de agosto de 1972. Nascida sob o signo de Leo, Neja se apaixona perdidamente com a música como uma criança e depois recebe o seu início no mundo do espetáculo, cantando com coros e bandas de jazz. 

## Biografia
Agnese se paixonou pela música desde a infância. Começou a tocar piano aos 6 anos de idade e deu continuidade ao trabalho até os 15 anos, quando decidiu inscrever-se em uma escola de canto. Começou a participar em bandas de jazz e música gospel, tocando em vários clubes da sua cidade. Neste período, ela cantou junto com a amiga eslovena de quem descobre que sue nome Agnese em esloveno quer dizer "Neja". A partir daí, Agnese adotou o pseudônimo Neja como nome artístico. Como um adolescente, ela percebe que seu sonho graças à sua música de dança. Tudo começa com os sucessos "Restless" e "Shock!", dois da carta-cobertura dançaram sucessos em todo o mundo.
Em 1999, Neja lançou o single "The Game", a faixa de vencedora de uma canção para o verão. Nesse mesmo ano turbilhão ela executa-lo no show de música popular italiana Festivalbar e voa para o Japão para promover o single. The Game torna-se também o título de seu primeiro álbum, cuja dez faixas deixe Neja ampliar seu repertório para incluir música pop Fairytale e Dia da mamãe.
Mas o jogo não é dizer adeus a dance music: em janeiro de 2000 Neja ouviu um remix do single "Fairytale" que circulou na Europa. Ela viaja para a Alemanha para gravar um vídeo a ser distribuído pela Universal Music. Mais tarde naquele verão, Neja libera o novo single "Singin Nanana" e aparece uma segunda vez no Festivalbar.
Em 2001, lançou "Time Flies" e "Back 4 The Morning", o último dos quais lança-la pela primeira vez na consciência americana. Ela voou para Nova York, Boston e San Antonio para performances de sucesso.
Em 2002, Neja assina um contrato com a Universal Music para aguçar seu foco na música pop. Looking For Something é o hit do verão que leva-la para um terceiro tempo para Festivalbar e abre o caminho para o seu segundo álbum, Hot Stuff, incluindo o single To The Music.
De 2003 a 2005, Neja cantou para seus fãs na Itália e em outras partes da Europa, bem como na Índia, um representante de uma empresa de roupa italiana. 
Em 2005, ela assina com a gravadora Melodica que lança seu 11º single "Who's Goona Be?", Uma canção pop-ish com vários remixes (raggae, dance, rock ...) e um videoclipe.
Em 2007, com uma nova equipe de produção composta por Ivan Russo (Atollo Records) e o DJ francês Benjamin Braxton (Sound4label) Neja retorna à música de dança com o novo single, Catwalk, lançado primeiramente na França. A partir daí, começou a produzir o seu terceiro álbum.
2008 é o ano de experimentação para ela, pois Neja retornou à suas raízes: jazz, gravando na Acousticlub, um álbum cover dos hits de maior sucesso reorganizados de uma forma acústica de jazz (como os sonhos doces, Papa Don't Preach, o homem no espelho , bateu-me bebê mais uma vez ...) e uma nova versão de suas canções (Destiny e The Game). Ela gosta tanto deste projeto que grava um novo álbum este tipo de chamada 133 Sushiclub em colaboração com dois excelentes músicos (guitarrista Cristian Montgnani eo baixista Larry Mancini).
2009 foi dedicado ao dance music de novo: Loving You é o novo single em colaboração com dois DJs de Turim, Peter Damir e Argante Gianluca. A música está em promoção no Reino Unido e arrasou no topo das músicas.

## Discografia

### Álbuns
- 1999 The Game[1]
- 2003 Hot Stuff[2]
- 2008 AcoustiClub
- 2009 133SushiClub

### Singles
- 1997 Hallo
- 1998 Restless
- 1998 Shock!
- 1999 The Game
- 2000 Fairytale
- 2000 Singin'Nanana
- 2000 Mum's Day (apenas na Espanha)
- 2001 Time Files
- 2001 Back 4 The Morning
- 2002 Looking 4 Something
- 2003 Hot Stuff
- 2003 To The Music
- 2005 Who's Gonna Be?
- 2007 Catwalk
- 2008 Sweet Dreams
- 2009 Loving You (WAG011 feat. Neja)
- 2009 Sorry (Lanfranchi e Farina feat. Neja)

## Vídeos musicais
- 1998 Restless
- 1998 Shock!
- 1999 The Game
- 2000 Fairytale
- 2005 Who's Gonna Be?
- 2007 Catwalk